# Gruzijska zlata doba
Gruzijska zlata doba (gruzinsko საქართველოს ოქროს ხანა, latinizirano: sakartvelos okros khana) opisuje zgodovinsko obdobje od visokega srednjega veka, sega približno od poznega 11. do 13. stoletja, med katerim je Kraljevina Gruzija dosegla vrhunec svoje moči in razvoja. Poleg vojaške ekspanzije je v tem obdobju doživela razcvet srednjeveška gruzijska arhitektura, slikarstvo in poezija, ki se je pogosto izražala v razvoju cerkvene umetnosti, pa tudi v nastajanju prvih večjih del posvetne literature.
Zlata doba, ki je trajala več kot dve stoletji, se je postopoma končala zaradi vztrajnih vpadov nomadov, kot so Mongoli, pa tudi zaradi širjenja črne smrti teh istih nomadskih skupin. Gruzija je še dodatno oslabela po padcu Konstantinopla, ki je dejansko pomenil konec Vzhodnega rimskega cesarstva, tradicionalnega zaveznika Gruzije. Zaradi teh procesov je do 15. stoletja Gruzija razpadla in se spremenila v izolirano enklavo, v veliki meri odrezano od krščanske Evrope in obkroženo s sovražnimi islamskimi turško-iranskimi sosedi. Propad Gruzije je povzročil emaskulacijo njene podobe v dojemanju ruskega imperija, ki je sistematično spregledalo izvor naroda in ga namesto tega predstavljalo kot ranljiv, ženski orient, ki potrebuje imperialno zaščito. Nasprotno pa je za Gruzijo zlata doba pomemben del njenega statusa nekoč močne in starodavne nacije, ki je vzdrževala odnose z Grčijo in Rimom.

## Izvor zlate dobe

### David IV.
Zlata doba se je začela z vladavino Davida IV. (»graditelj« ali »veliki«), sina Jurija II. in kraljice Helene, ki je prevzel prestol pri 16 letih v obdobju velikih turških vpadov. Ko je postal polnoleten pod vodstvom svojega dvornega ministra Jurija iz Chqondidija, je David IV. zatrl nesoglasje fevdalcev in centraliziral oblast v svojih rokah za učinkovito spopadanje s tujimi grožnjami. Leta 1121 je med bitko pri Didgoriju odločno premagal veliko večjo turško vojsko, pri čemer so bežeče Turke Seldžuke pognali z večdnevnim zasledovanjem gruzijske konjenice. Davidova vojska je zajela ogromno plena in ujetnikov, ki je zavarovala tudi Tbilisi in odprla novo obdobje preporoda.
Da bi poudaril višji status svoje države, je postal prvi gruzijski kralj, ki je zavrnil zelo spoštovane naslove, ki jih je podeljevalo Vzhodno rimsko cesarstvo, dolgoletni zaveznik Gruzije, kar je nakazalo, da bo Gruzija s svojim močnim prijateljem obravnavala le na enaki osnovi. Zaradi tesnih družinskih vezi med gruzijsko in bizantinsko kraljevino – princesa Marta Gruzijska, teta Davida IV., je bila nekoč bizantinska cesarica žena – je do 11. stoletja imelo bizantinske naslove kar 16 gruzijskih vladajočih knezov in kraljev, David je postal zadnji.
David IV. je posebej poudaril odstranitev ostankov neželenih vzhodnih vplivov, ki so jih Gruzijci smatrali za prisilne, v prid tradicionalnim krščanskim in bizantinskim prizvokom. V okviru tega prizadevanja je ustanovil samostan Gelati, danes na seznamu Unescove svetovne dediščine, ki je postal pomembno središče učenja v vzhodnem pravoslavnem krščanskem svetu tistega časa.
David je imel tudi osebno vlogo pri oživljanju gruzijske verske himnografije, pri čemer je sestavil himne kesanja (gruz. გალობანი სინანულისანbaი, galobani sinanulisani). V tem čustvenem kesanju svojih grehov se David vidi kot reinkarnacijo svetopisemskega Davida s podobnim odnosom do Boga in njegovega ljudstva. Njegove himne delijo tudi idealistično vnemo sočasnih evropskih križarjev, ki jim je bil David naravni zaveznik v boju proti Seldžukom.

### Vladavina Demetrija I. in Jurija III.
Kraljestvo je še naprej cvetelo pod Davidovim sinom Demetrijem I. Čeprav je pri njegovi vladavini prišlo do motečega družinskega konflikta, povezanega s kraljevim nasledstvom, je Gruzija ostala centralizirana sila z močno vojsko, z več odločilnimi zmagami proti muslimanom v Gandži, katerih vrata je zajel Demetrij in jih kot trofejo preselil v Gelati.
Nadarjen pesnik, Demetrij je nadaljeval tudi očetov prispevek k gruzijski verski polifoniji. Najbolj znana njegova himna je Shen Khar Venakhi, ki je posvečena Devici Mariji, zavetnici Gruzije, in jo še vedno pojejo v gruzijskih cerkvah 900 let po nastanku.
Demetrija je leta 1156 nasledil njegov sin Jurij, s čimer se je začela faza bolj ofenzivne zunanje politike. Istega leta, ko se je povzpel na prestol, je Jurij začel uspešno kampanjo proti seldžuškemu sultanatu iz Ahlata. Pomembno armensko mesto Dvin je osvobodil turškega vazalstva in je bil tako sprejet kot osvoboditelj na tem območju. Jurij je nadaljeval tudi proces mešanja gruzijske kraljevine z najvišjimi položaji Vzhodnega rimskega cesarstva, o čemer priča poroka njegove hčerke Rusudan z Manuelom Komnenom, sinom cesarja Andronika I. Komnena.

## Zenit razvoja pod kraljico Tamaro
Uspehe svojih predhodnikov je gradila kraljica Tamara Gruzijska, hči Jurija III., ki je postala prva ženska vladarica Gruzije in pod čigar vodstvom je gruzijska država v srednjem veku dosegla vrhunec moči in prestiža. Ne le da je zaščitila velik del svojega cesarstva pred nadaljnjim turškim napadom, je uspešno pomirila notranje napetosti, vključno z državnim udarom, ki ga je organiziral njen ruski mož Jurij Bogoljubski, novgorodski knez. Poleg tega je izvajala politike, ki so za njeno obdobje veljale za zelo razsvetljene, kot je odprava smrtne kazni in mučenja, ki jih je odobrila država.

### Tuji posegi in posli v Sveti deželi
Med izjemne dogodke Tamarine vladavine je bila ustanovitev Trapezundskega cesarstva na Črnem morju leta 1204. Ta država je bila ustanovljena na severovzhodu razpadajočega Bizantinskega cesarstva s pomočjo gruzijske vojske, ki je podpirala Aleksija I. Trapezundskega in njegovega brata Davida Komnena, oba sta bila Tamarina sorodnika. Aleksij in David sta bila ubežna bizantinska princa, vzgojena na gruzijskem dvoru. Po Tamarinem zgodovinarju je bil cilj gruzijske odprave v Trapezund kaznovanje bizantinskega cesarja Aleksija IV. Angela, ker je zaplenil pošiljko denarja gruzijski kraljici v samostane v Antiohiji in na gori Atos. Tamarino pontsko prizadevanje je mogoče razložiti tudi z njeno željo, da bi izkoristila zahodnoevropsko četrto križarsko vojno proti Konstantinoplu za vzpostavitev prijateljske države v neposredni jugozahodni soseščini Gruzije, pa tudi z dinastično solidarnostjo do razlaščenih Komnenov.
Moč države je narasla do te mere, da se je v poznejših letih Tamarine vladavine kraljestvo ukvarjalo predvsem z zaščito gruzijskih samostanskih središč v Sveti deželi, od katerih jih je bilo osem naštetih v Jeruzalemu. Saladinov biograf Bahā' ad-Dīn ibn Šaddād poroča, da je Tamara po ajubidski osvojitvi Jeruzalema leta 1187 poslala odposlance k sultanu, da bi zahtevala vrnitev zaplenjene posesti gruzijskih samostanov v Jeruzalemu. Saladinov odgovor ni zabeležen, vendar se zdi, da so bila kraljičina prizadevanja uspešna. Ibn Šaddād poleg tega trdi, da je Tamara prehitela bizantinskega cesarja v svojih prizadevanjih, da bi pridobila relikvije pravega križa, in ponudila 200.000 zlatnikov Saladinu, ki je relikvije vzel kot plen v bitki pri Hattinu – vendar brez uspeha.
Jacques de Vitry, takratni jeruzalemski patriarh, je zapisal:
 Na vzhodu je tudi drugo krščansko ljudstvo, ki je zelo bojevito in pogumno v bitki, močno telo in močno v neštetem številu svojih bojevnikov ... Biti v celoti obkroženi z nevernimi narodi ... ti ljudje se imenujejo Gruzijci, ker še posebej častijo in častijo svetega Jurija ... Kadar koli pridejo na romanje k Gospodovemu grobu, vkorakajo v Sveto mesto ... ne da bi nikomur plačali poklona, saj si Saraceni nikakor ne upajo nadlegovati ... 

### Trgovina in kultura
S cvetočimi trgovskimi središči, ki so zdaj pod nadzorom Gruzije, sta industrija in trgovina državi in Tamarinemu dvoru prinesli novo bogastvo. Davek, ki so ga pridobivali od sosedov, in vojni plen se je dodal v kraljevo zakladnico, zaradi česar so bili kmetje kot plemiči, plemiči kot knezi in knezi kot kralji.«
Tamarina vladavina je pomenila tudi nadaljevanje umetniškega razvoja v državi, ki so ga začeli njeni predhodniki. Medtem ko so njene sodobne gruzijske kronike še naprej zagovarjale krščansko moralo, je verska tema začela izgubljati svoj prejšnji prevladujoči položaj v primerjavi z zelo izvirno posvetno literaturo. Ta trend je dosegel vrhunec v epu, ki ga je napisal gruzijski pesnik Šota Rustaveli – Vitez v panterjevi koži (Vepkhistq'aosani). V Gruziji cenjena kot največji dosežek domače književnosti, pesem slavi srednjeveške humanistične ideale viteštva, prijateljstva in dvorne ljubezni.

## Nomadske invazije in postopno propadanje Gruzije
Približno v času, ko so Mongoli vdrli na slovanski severovzhod Evrope, so se nomadske vojske hkrati potisnile na jug v Gruzijo. Jurij IV., sin kraljice Tamare, je opustil svoje priprave v podporo peti križarski vojni in se osredotočil na boj proti napadalcem, vendar je bil mongolski napad premočan, da bi ga premagal. Gruzijci so v vojni utrpeli velike izgube, sam kralj pa je bil hudo ranjen. Zaradi tega je Jurij postal invalid in je v starosti 31 let prezgodaj umrl.
Jurijeva sestra Rusudan je prevzela prestol, vendar je bila preveč neizkušena in njena država preveč oslabljena, da bi izrinila nomade. Leta 1236 je ugledni mongolski poveljnik Čormakan vodil množično vojsko proti Gruziji in njenim podložnikom, s čimer je kraljico Rusudan prisilil v beg na zahod, vzhodno Gruzijo pa je prepustila plemičem, ki so sčasoma sklenili mir z Mongoli in pristali plačati davek; tisti, ki so se upirali, so bili podvrženi popolnemu uničenju. Mongolska vojska se je v zasledovanju gruzijske kraljice odločila, da ne bo prečkala naravne ovire pogorja Likhi, s čimer je zahodni Gruziji prihranila razširjeno divjanje. Kasneje je Rusudan poskušala pridobiti podporo papeža Gregorja IX., vendar brez uspeha. Leta 1243 je bila Gruzija končno prisiljena priznati Velikega kana za svojega vladarja.
Morda nobena mongolska invazija ni opustošila Gruzije tako močno kot desetletja protimongolskega boja, ki je potekal v državi. Prvi protimongolski upor se je začel leta 1259 pod vodstvom Davida VI. in je trajal skoraj trideset let. Protimongolski spopadi so se brez večjega uspeha nadaljevali pod kraljem Demetrijem II. Gruzijskim, ki so ga usmrtili Mongoli, in Davidom VIII.
Gruzija je končno doživela obdobje oživitve, ki ni bilo poznano od mongolskih vpadov pod kraljem Jurija V. Briljantnega. Daljnovidni monarh, Jurij V. je uspel igrati na zatonu Ilkanata, prenehal je plačevati davek Mongolom, obnovil državne meje Gruzije pred letom 1220 in vrnil Trapezundsko cesarstvo pod vplivno sfero Gruzije. Pod njim je Gruzija vzpostavila tesne mednarodne trgovinske vezi, predvsem z Bizantinskim cesarstvom – s katerim je imel Jurij V. družinske vezi – pa tudi z velikimi evropskimi pomorskimi republikami, Genovo in Benetkami. Jurij V. je tudi dosegel obnovo več gruzijskih samostanov v Jeruzalemu Gruzijski pravoslavni cerkvi in pridobil prost prehod gruzijskih romarjev v Sveto deželo. Razširjena uporaba jeruzalemskega križa v srednjeveški Gruziji - navdih za sodobno državno zastavo Gruzije - naj bi segala v čas vladavine Jurija V.
Smrt Jurija V., zadnjega od velikih kraljev združene Gruzije, je povzročila nepovraten upad kraljestva. Naslednja desetletja so zaznamovala črna smrt, ki so jo širili nomadi, ter številne invazije pod vodstvom Timur Lenka ki so opustošile gospodarstvo, prebivalstvo in urbana središča države. Po padcu Bizanca se je Gruzija dokončno spremenila v izolirano, razdrobljeno krščansko enklavo, relikvijo zbledele vzhodnorimske dobe, obkroženo s sovražnimi turško-iranskimi sosedi.

### Umetniška dediščina
- Zlata Theotokos iz samostana Khobi, z nekaj dragimi kamni, ki so jih ukradli komunisti
- Triptih iz Khakhulija
- Podrobnosti triptiha iz Khakhulija
- Atskuri triptih
- Gradnjo stolnica Svetichoveli v Mckheti, ki je zdaj na Unescovem seznamu svetovne dediščine, je začel v 1020-ih letih Jurij I.
- Gruzijski tondo v spomin na rimskega mučenca Mammesa iz Cezareje
- Procesijski križ Davida IV.
- Križanje iz Mestije
- Freska iz Ubisija v Gruziji
- Zadnja večerja Ubisi
- Oznanjenje Ubisija
- Samostan Gelati, Unescov seznam svetovne dediščine
- Stene samostana Khobi kažejo močan rimski vpliv
- Samostan Kvatakhevi
- Samostan Betania
- Samostan Pitareti
- Kackhi steber